# Guglielmo II Pusterla
Giacomo II Pusterla (Milano, ... – Avignone, dicembre 1370) è stato un arcivescovo cattolico italiano.

## Biografia
Membro di una storica famiglia patrizia di Milano, che già aveva dato dei suoi figli alla cattedra episcopale cittadina, Guglielmo II Pusterla fu arcivescovo per quasi un decennio. Egli era figlio di Tommaso, figlio di Alcherio, il quale risiedeva nella contrada di Porta Ticinese.
Divenuto cappellano pontificio, fu titolare di alcuni benefici della diocesi tra cui un canonicato e il cimiliarcato del Duomo di Milano e l'arcipretura di Monza nel 1350.
Egli venne infatti nominato il 23 agosto 1361, ma continuò a risiedere ad Avignone presso la corte pontificia. Per governare la diocesi si avvalse di alcuni vicari generali, tra cui il nipote Tommaso.
Si spense ad Avignone nel dicembre 1370 e venne sepolto nella locale chiesa dei domenicani.